# Feketecsőrű turákó
A feketecsőrű turákó (Tauraco schuetti) a madarak osztályának turákóalakúak (Musophagiformes) rendjébe, ezen belül a turákófélék (Musophagidae) családjába tartozó faj. Korábbi rendszertanok a család többi tagjával együtt a kakukkalakúak közé sorolták be.

## Előfordulása
A feketecsőrű turákó a szub-szaharai Afrika endemikus madara. A Kongói Demokratikus Köztársaságban, Ugandában, Kenya nyugati részén, Burundiban, Ruandában és Dél-Szudán déli részén honos. Az erdős területeket kedveli.

## Alfajai
- Tauraco schuettii schuettii (Cabanis, 1879)
- Tauraco schuettii emini (Reichenow, 1893)

## Megjelenése
Közepes méretű madár, csőrétől farkáig 40 cm hosszú, súlya 199-272 g. Kifejlett egyede hasonlít a perzsa turákóra, tőle kisméretű, fekete csőre és lekerekített fehéres bóbitája különbözteti meg. 
Hangja a Kongói Demokratikus Köztársaság erdeinek jellegzetes zengő hangja. Azokon a területeken, melyeken elterjedési területe átfedi a Johnston-turákóét, agresszíven válaszol annak a fajnak a hangjára.

## Szaporodása
Tyúkja két tojást tojik a talajszinttől 3–5 m magasságban ágakból összeállított fészkébe. Territóriumát mind a hím, mind a nőstény védi, a költésben is mindkét ivarú egyed részt vesz.

## Természetvédelmi helyzete
A faj széleskörűen elterjedt, nincs a veszélyeztetett fajok között nyilvántartva.